# パク・ヨンギョン
パク・ヨンギョン（ハングル表記：박연경、1987年8月14日 - ）は、大韓民国の文化放送 (MBC) 所属のアナウンサー。同徳女子大学校の経営学科を卒業した。2013年にMBCの公開採用でアナウンサーとして採用され入局した。2018年に開催された平昌冬季オリンピックのMBCにおける関連番組に担当キャスター10余名のうちの一人として出演した。毎週土曜夜に放送されている『スポーツ・マガジン』の司会(MC)を務めている。2019年6月時点でMBCの地上波局のスポーツ担当アナウンサーを代表する存在と見なされている。他に『MBCニュースデスク』などの司会進行を務めた。